# Vétraz-Monthoux
 Vétraz-Monthoux  es una población y comuna francesa, en la región de Ródano-Alpes, departamento de Alta Saboya, en el distrito de Saint-Julien-en-Genevois y cantón de Annemasse-Sud.

## Demografía
| 1911 | 2231 | 2908 | 3413 | 4311 | 5297 |
| Para los censos de 1962 a 1999 la población legal corresponde a la población sin duplicidades (Fuente: INSEE [Consultar]) |      |      |      |      |      |